# 쓰치야 가즈나오
쓰치야 가즈나오(일본어: 土屋数直, 1608년 ~ 1679년 5월 11일)는 에도 시대 전기의 다이묘이다. 히타치 쓰치우라 번 초대 번주를 지냈다. 에도 막부에선 와카도시요리, 노중의 직무를 맡았다.
구루리 번주 쓰치야 다다나오의 차남으로 태어났다.
| 전임 구쓰키 다네마사 | 제1대 쓰치우라 번 번주 (쓰치야가) 1662년 ~ 1679년 | 후임 쓰치야 마사나오 |